# Georgij Šiškin
Georgij Šiškin (in russo Георгий Шишкин?; Ekaterinburg, 25 gennaio 1948) è un pittore russo.

## Biografia
Nato il 25 gennaio 1948 a Ekaterinburg (allora Sverdlovsk) in Russia nella famiglia da musicista-violinista.
Sin dalla più tenera infanzia ha dimostrato la capacità di disegnare. A partire dal sei anni, ha frequentato la Scuola di musica, ma con dieci anni ha studiato alla Scuola d'Arte.
Dal 1974 partecipa a molte mostre in Russia, regionali e nazionali. Lo stesso anno vince un concorso nazionale di creatività tra i giovani e viene invitato a partecipare ad una mostra a Mosca.
Diplomato nel 1975 presso l'Accademia Nazionale di Belle Arti e Architettura della sua città natale, di cui sarà professore dal 1978 al 1988, per tre anni è architetto e decoratore d'interni.
Inoltre nel biennio 1981-1982 è stato in prova presso l'Istituto Superiore di Arte Applicata e industriale Stroganoff di Mosca.
Ha istituito il museo interni Stato Accademico Opera e Balletto Teatro di Ekaterinburg, che comprende lo spazio-console di progettazione con mostre, due dipinti murali e una galleria di ritratti di illustri artisti.
Nel 1985 diventa membro dell'Unione Pittori della Russia.
Dal 1989 partecipa a mostre internazionali, anno nel quale parte per vivere tra Germania occidentale e Paesi Bassi, iniziando a lavorare su un ciclo di dipinti "Russa Sogni", in cui l'artista cerca di esprimere l'essenza spirituale di esistenza.
I viaggi a Parigi (1993) e Monaco (1995) hanno dato un nuovo impulso per la prosecuzione del ciclo "Russa Sogni".
Nel 1996 diventa membro dell'Associazione Casa pittori, di Parigi.
Nel 1998, ha partecipato ad un'esposizione internazionale di arte contemporanea a Montecarlo con un dipinto "Omaggio ai Balletti Russi di Sergej Djagilev".
È diventato il vincitore del Gran Premio del Fondo di Taylor nel 1999.
Dopo aver sperimentato molte tecniche differenti, oggi si esprime di preferenza attraverso il pastello soffice. Ha elaborato una tecnica di preparazione del supporto per pastelli.
Le sue opere si trovano in diversi musei e in collezioni private di numerosi paesi: nel Palazzo dei Principi di Monaco, nella collezione del tenore Luciano Pavarotti, in quella della Regina Elisabetta II del Regno Unito. Ha creato una serie di dipinti di interni di Palazzo Reale di Abu Dhabi su commissione dello sceicco Zayed bin Sultan Al Nahyan, allora presidente degli Emirati Arabi Uniti.
Ha inoltre partecipato a molti raccolte di beneficenza in favore dei bambini e dei malati, soprattutto russi.

## Francobolli di Monaco
Invitato nel 2005 a disegnare francobolli nel Principato di Monaco, dove vive dal 1998, ha vinto un concorso per il ritratto del Principe Alberto II di Monaco. (Catalogo dell'Esposizione Internazionale di 100 francobolli e documenti filatelici fra i più rari del mondo svoltasi a MonacoPhil 2006.)
Sempre a Monaco ha disegnato il francobollo dedicato al 50º anniversario del Premio Nobel a Boris Pasternak per il romanzo "Il dottor Živago".
Nel maggio 2009 Monaco vengono distribuiti due francobolli "Centenario dei Balletti Russi di Djagilev", creato da Georgij Šiškin (Gueorgui Chichkine).

## Pubblicazioni
- "Gueorgui Chichkine", 1995, Paris, Ed. New Symbol, Pierre-Marc Levergeois, préface d'André Damien, membre de l'Institut de France;
- "THE EUROPEAN magazine", 21-27 settembre 1995, London, Alistair Mc Alpine "Painter who captures the enigma of Russia";
- "Le Figaro", 19 III.1997;
- Catalogo dell'Esibizione Internazionale di Arte Contemporanea di Monte Carlo, Monaco, 1998;
- "Nice-Matin", 2.III.1999, Gaelle Arama "Luciano Pavarotti - un ténor en or";
- "Nice-Matin", 7.III.1999, "M.A.P.: la famille des artistes généreux", photo: Eric Dulière/France Press;
- "Le Figaro/Madame Figaro", 20.III.1999, Stéphane Bern "A Monaco, divas, peintres et étoiles rivalisent de talent et de générosité";
- "Nice-Matin", 15.X.1999, Jean- Marie Fiorucci "Russie éternelle dans l'atrium du casino";
- «WHO'S WHO IN INTERNATIONAL ART: les grands et nouveaux noms du Monde Artistique d'Aujourd'hui» - International biographical art dictionary, 2000, pages: 36, 81, 94;
- "Nice-Matin", 16.IX.2000, Nicole Laffont "L'âme slave de Chichkine aux Ponchettes";
- "Monte-Carlo Méditerranée magazine", Carole Chabrier "Chichkine: Mystère de la peinture", V-VI.2005, pages 10–11;
- "ARTS ACTUALITES magazine", № 8, 2000, "Le XXIe siècle de l'art": "Gueorgui Chichkine", page 71;
- Catalogo della mostra "EUROPASTELLO" "Il pastello contemporaneo in Europa", Italia, 2002;
- "L'Arte della Russia", 2005, Mosca, pub. SkanRus;
- "1000 pittori russi" (XVIII s. - XX s.), 2006, Mosca, pub. "Città Bianca";[5]
- "Nice-Matin", 19.II.2006, "Gueorgui Chichkine au Grimaldi Forum";
- "Dis l'artiste, dessine-moi le timbre de tes rêves... ", entretien paru dans l'Écho de la timbrologie nº1799, septembre 2006, pages 12–13;
- Catalogo dell'Esposizione Internazionale di 100 francobolli e documenti filatelici fra i più rari del mondo svoltasi a Monaco dall'1 al 3 dicembre 2006 alla presenza del Principe Alberto II di Monaco / Catalogue de Luxe de l'Exposition des 100 timbres et documents philatéliques parmi les plus rares du monde, "MonacoPhil 2006", Monaco[6];
- "Impulsion", XII.2007, pages 89–92;
- "Annuaire des Artistes de Monaco", 2008;[7]
- "Nice-Matin" ("Monaco-Matin"), 19.X.2009, T. Stojanov "Les "Ballets Russes" de Chichkine présentés au quai Antoine Ier";

## Video
- "Gueorgui Chichkine", 1tv, su 1tv.ru.
- "Vernissage d'exposition de Gueorgui Chichkine à Paris", CANAL+, su youtube.com.